# Cinnamomum degeneri
Cinnamomum degeneri är en lagerväxtart som beskrevs av C. K. Allen. Cinnamomum degeneri ingår i släktet Cinnamomum och familjen lagerväxter. Inga underarter finns listade i Catalogue of Life.